# Conquête musulmane du Maghreb
Batailles
- Sufétula
- Tahouda
- Mammès
- Carthage
- Oued Nini
- Tabarka

La conquête musulmane du Maghreb (en arabe : الفَتْحُ الإسْلَامِيُّ لِلمَغْرِبِ) s'inscrit dans la continuité des premières conquêtes musulmanes suivant la mort de Mahomet en 632 et vise les territoires contrôlés par les Berbères et les Byzantins en Afrique du Nord.
Déclinée en trois étapes, la conquête musulmane du Maghreb débute avec la bataille de Sufétula en 647 et s'achève avec la perte par l'Empire byzantin de ses dernières forteresses restantes au profit du califat omeyyade, en 709.

## Historiographie
Les premiers récits arabes qui nous sont parvenus sont ceux d'Ibn 'Abd al-Hakam, Al-Balâdhurî et Ibn Khayyat, tous écrits au IXe siècle, soit environ 200 ans après les premières invasions. Ils ne sont pas très détaillés. Dans le cas du plus informatif, La Conquête de l'Égypte, de l'Afrique du Nord et de l'Espagne par Ibn Abd al-Hakam, Robert Brunschvig montre qu'il a été écrit en vue d'illustrer les points de la loi maliki plutôt que de documenter l'histoire, et que certains des événements qu'il décrit sont probablement historiques.
À partir du XIIe siècle, les lettrés de Kairouan commencent à construire une nouvelle version de l'histoire de la conquête, finalisée par Ibrahim ibn ar-Raqiq. Cette version est copiée dans son intégralité, et parfois interpolée par des auteurs postérieurs, finalisée au XIVe siècle, avec des savants tels que Ibn Idhari, Ibn Khaldoun et Al-Nowaïri. Elle diffère des précédentes versions en ce qu'elle donne des récits contradictoires des événements. Cependant, c'est la version la plus connue, utilisée pour l'article ci-dessous. Une controverse constante porte sur la fiabilité des deux versions.
En définitive, la conquête dans son ensemble comporte beaucoup de points obscurs. Les sources sont tardives, elles s'appuient sur des traditions orales d'origines très diverses ; le problème étant intrinsèque au genre des documents. Les livres de Maghazi (conquêtes musulmanes) sont souvent l'œuvre de juristes (cadi) dont la finalité est de préciser dans quelles conditions les différentes provinces adoptent l'Islam, car, c'est de ces conditions que découle le statut juridique des terres et des personnes. Or, ceux-ci laissent aux gens la possibilité de revendiquer le régime le plus libéral, ils acceptent par conséquent les récits les plus contradictoires.

## Conquête (647-709)

### Prélude
Avant l'Hégire, les contacts avec l’Égypte et l'Éthiopie se concentrent d'abord sur le commerce. Amr ibn al-As, l'un des futur conquérant de l'Egypte, y est d'abord envoyé en tant qu'émissaire avant de participer aux premières conquêtes qui forcent les Byzantins à évacuer certaine ville. La première mosquée d'Afrique, fondée en 641 au sein de la ville-camp de Fustât (future Le Caire) porte son nom.
En 642, les Arabes sont présents à Barqa et à Tripoli. L’Égypte est conquise. Ceux qui, parmi les Coptes, ne supportent pas le pouvoir byzantin, accueillent les Arabes en libérateurs. D'autres sources cependant indiquent que non seulement les Coptes n'ont pas apprécié leur venue, mais qu'ils les ont combattus aux côtés des Romains. 
Omar, second calife des Rachidoune, refuse d’annexer l’Afrique (actuelle Tunisie, et Algérie orientale) et s’oppose à toute expédition. Il meurt en 644, et son successeur, Othman ibn Affan, dès 647, autorise les premiers raids. La même année, une expédition est préparée et placée sous la direction du gouverneur d'Égypte, Abdallah ibn Saad.

### Première invasion (647-648)

Carte du monde méditerranéen à l'époque de la révolte de Grégoire le Patrice en 650.

La première invasion de la province d'Afrique est dirigée par Abdallah ibn Saad en octobre 647. 20 000 Arabes partent de Médine, dans la péninsule arabique, 20 000 autres les rejoignent à Memphis, en Égypte, et Abdallah les conduit vers l'exarchat de Carthage. L'Afrique byzantine est sous l'autorité de Grégoire le Patrice qui a profité des dissensions religieuses entre l'Église et l'empereur pour se déclarer indépendant ; il se porte devant l'armée arabe estimée à 20 000 hommes, mais est battu lors de la bataille de Sufétula en 647. Si Grégoire n'est peut-être pas tué dans la bataille, la province de Byzacène reste désormais sans défense face à la convoitise des Arabes. Ceux-ci passent alors plusieurs mois à piller la province, en menant des opérations notamment dans la région de Capsa (actuelle Gafsa) et dans celle de Thysdrus (actuelle El Jem).

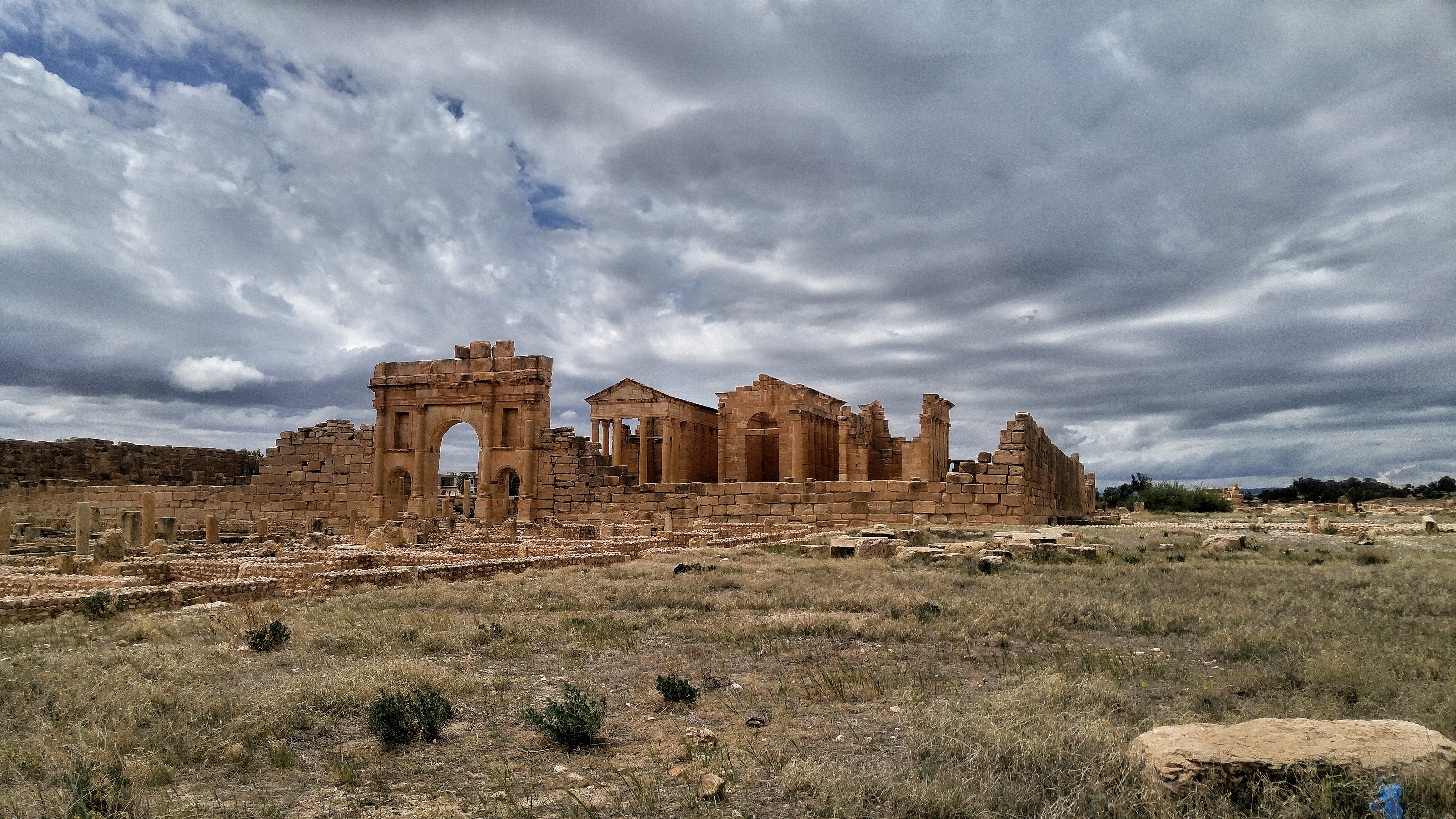
Ruines de la cité romaine de Sufétula (actuelle Sbeïtla, en Tunisie).

Le successeur de Grégoire, Gennadios II, assure le retrait des arabes en échange d'un lourd tribut. La campagne arabe a duré 14 ou 15 mois, et les armées d'Abdallah regagnent l'Égypte en 648.
Toutes les autres conquêtes musulmanes sont interrompues par une guerre civile entre les factions arabes rivales qui entraîne l'assassinat du calife Othman en 656. Il est remplacé par Ali ibn Abi Talib, qui est assassiné en 661. Le califat omeyyade s'établit alors à Damas, et le calife Muawiyah commence à consolider son empire de la mer d'Aral à la frontière occidentale de l'Égypte. Il met un gouverneur en place en Égypte à Fostat, créant un siège de pouvoir subordonné qui se poursuit pendant les deux siècles suivants. Il continue ensuite l'invasion des pays voisins non-musulmans, attaquant la Sicile, et l'Anatolie en 663. En 664, Kaboul, en Afghanistan, tombe sous le joug des armées musulmanes.
Un second raid de reconnaissance a lieu en 665, à la fin de la Grande discorde et après l'assassinat de Othman ibn Affan. Ce second raid sous la direction de Muawiyah, s'intéresse aux villes du Nord. Sousse est assiégée et prise dit-on par Abdallah Ibn al-Zoubaïr. Cette seconde étape montre une meilleure connaissance du terrain et de la tactique des byzantins. Une vraie conquête peut désormais être organisée, ce qui sera l'œuvre de Oqba Ibn Nafi al-Fihri.

### Seconde invasion (665-689)
Les années 665 à 689 voient une nouvelle invasion musulmane de l'Afrique.
Elle débute, selon Will Durant, afin de protéger l'Égypte « d'une attaque sur le flanc de la part de la cité byzantine de Cyrène ». Ainsi, « une armée de plus de 40 000 musulmans s'est avancé à travers le désert à Barqa, l'a pris, et est allée aux environs de Carthage », battant une armée byzantine de 20 000 hommes dans le processus.
Vient ensuite en 670, une armée composée de 10 000 cavaliers arabes, et plusieurs milliers de Laguatan (ou Luwata) (tribu berbère originaire de Tripolitaine) prosélytes dirigée par Oqba Ibn Nafi al-Fihri (622-683). 
L'expédition mène à la fondation de Kairouan, créée pour des invasions futures ; Kairouan devient la capitale de la province omeyyade d'Ifriqiya, et l'un des principaux centres culturels musulman du Moyen Âge.
Après cela, comme l'écrit Edward Gibbon, le général Oqba « pénétra dans l’intérieur des terres ; il traversa le désert où ses successeurs ont élevé les brillantes capitales de Fez et de Maroc ; et il arriva enfin au rivage de la mer Atlantique et à la frontière du grand désert ». 
Le général assiège la ville côtière de Saldae (actuelle Béjaïa, en Algérie), malgré une résistance vigoureuse des habitants, ainsi que Tingis (actuelle Tanger).
Mais ici, il est arrêté et partiellement repoussé. 
Luis Garcia de Valdeavellano écrit :

« Dans leur lutte contre les Byzantins et les Berbères, les chefs arabes avaient considérablement étendu leurs possessions en Afrique, et au début de l'année 682, Oqba Ibn Nafi atteignait les côtes de l'Atlantique, mais il fut incapable d'occuper Tanger, car il a été contraint de rebrousser son chemin vers les monts de l'Atlas par un homme que l'histoire et la légende ont retenu sous le nom de comte Julien. »

Comme l'écrit Edward Gibbon, « cependant ce nouvel Alexandre, qui soupirait après de nouveaux mondes, ne put garder les régions qu’il venait d’envahir. La défection générale des Grecs et des Africains le rappela des rivages de l’Atlantique ».
À son retour de l'expédition (qui n'aurait pas pu réellement dépasser la vallée du Chélif, et la Méditerranée), l'armée de Oqba est prise en embuscade à Tahouda par une armée berbère et byzantine dirigée par le chef berbère Koceïla. 
Lors de cette bataille, Oqba ibn Nafi et son lieutenant Abou al-Mouhajir Dinar sont tués, ainsi que les 300 membres de la cavalerie personnelle d'Oqba. 
Koceïla marche sur Kairouan et s'empare de la cité ; ce qui reste de l'armée musulmane se retire en Cyrénaïque.
Puis, ajoute Gibbon : « Zobeir, qui fut le troisième général ou le troisième gouverneur de l'Afrique, vengea la mort de son prédécesseur et eut la même destinée. 
Il remporta plusieurs victoires sur les naturels du pays ; mais il fut accablé par une grande armée que Constantinople envoya au secours de Carthage ».
Pendant ce temps, une nouvelle guerre civile entre rivaux pour la monarchie fait rage en Arabie et en Syrie.
Il en résulte d'une série de quatre califes entre la mort de Muawiya en 680 et l'avènement d'Abd al-Malik ibn Marwan en 685 ; la lutte ne prend fin qu'en 692, avec la mort du chef rebelle.

### Troisième invasion (698-709)

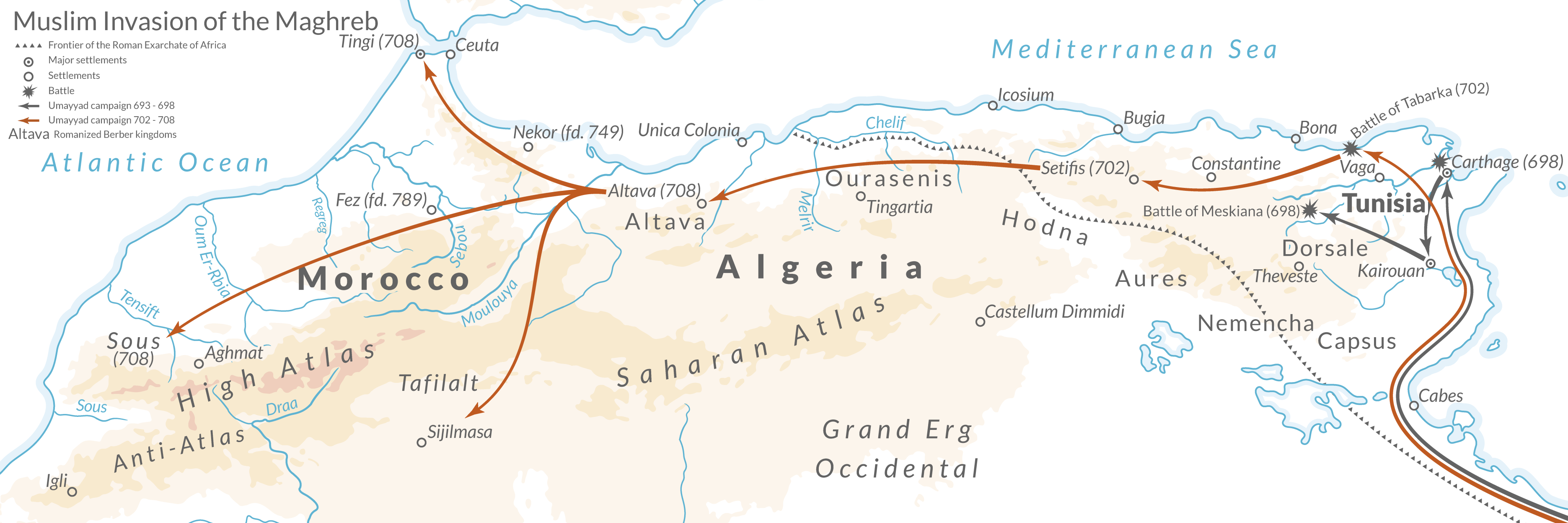
Avancées arabes musulmanes

L’avènement de Hassan Ibn Numan (650/660-705) provoque un retour de l'ordre interne qui permet au calife de reprendre la conquête musulmane du Maghreb. Il commence par l'invasion renouvelée de l'Ifriqiya. Edward Gibbon écrit :

« Hassan, gouverneur de l’Égypte, fut chargé du commandement des troupes : on destina à cette expédition le revenu de l’Égypte et quarante mille hommes. Dans les vicissitudes de la guerre, les Sarrasins avaient alternativement subjugué et perdu les provinces intérieures ; mais la côte de la mer était toujours au pouvoir des Grecs : les prédécesseurs de Hassan avaient respecté le nom et les fortifications de Carthage ; et le nombre de ses défenseurs était augmenté des habitans de Cabés et de Tripoli qui s’y étaient réfugiés. Hassan fut plus hardi et plus heureux ; il réduisit et pilla la métropole de l’Afrique ; ce fut, disent les historiens, au moyen d’échelles ; ce qui fait penser qu’il s’épargna par un assaut les ennuyeuses opérations d’un siège »

.
Mais l'Empire byzantin répond avec des troupes venues Constantinople, unies par des soldats et des navires siciliens, et un puissant contingent de Wisigoths d'Hispanie. Cela force l'armée omeyyade a retourner à Kairouan. Alors, écrit Edward Gibbon : « les chrétiens firent leur débarquement ; les citoyens saluèrent la bannière de la croix, et l’hiver fut inutilement employé à s’entretenir dans de vaines chimères de victoires ou de délivrance ».
Au printemps suivant, cependant, les Arabes lancent un nouvel assaut par voie maritime et terrestre, obligeant les Byzantins et leurs alliés à évacuer Carthage. Les Arabes abattent les civils, détruisent la ville et la brûlent, laissant la région désolée pendant les deux siècles suivants. Après le départ de la force principale des Byzantins et de leurs alliés, une autre bataille est menée près d'Utique, et les Arabes sont de nouveaux victorieux, obligeant les Byzantins à laisser cette partie de l'Afrique du Nord pour de bon.
Cela se suit d'une rébellion berbère contre les nouveaux seigneurs arabes. Edward Gibbon écrit : « Les tribus indépendantes prirent sous le drapeau de leur reine Cahina une sorte d’accord et de discipline ; et comme les Maures attribuaient à leurs femmes le don de prophétie, ils attaquèrent les musulmans de leur pays avec un fanatisme égal au leur. Les vieilles troupes de Hassan ne pouvaient suffire à la défense de l’Afrique ; les conquêtes d’une génération furent perdues en un jour ; le général arabe, entraîné par le torrent, se retira sur les frontières de l’Égypte ».
Vers 698, la reine berbère Kahina rencontre les troupes du général Hassan Ibn Numan, près de la rivière Nini dans le nord de l'Aurès, et les bat lors de l'affrontement qui s'ensuit. 
Hassan quitte l'Ifriqiya et s'enfuit en Cyrénaïque.
4 ou 5 années s'écoulent avant que Hassan ne reçoive de troupes fraîches du calife. Pendant ce temps, les habitants des villes de l'Afrique du Nord se frictionnent sous le règne berbère. Ainsi, Hassan est favorablement accueilli à son retour. Edward Gibbon écrit que « Cahina fut tuée dès la première bataille », à Tabarka.
Les Arabes subjuguent la plupart du Maghreb aux Byzantins. La région est divisée en trois provinces : l'Égypte avec son gouverneur à Al-Fustat, l'Ifriqiya avec son gouverneur à Kairouan et le Maghreb al-Aqsa (Maroc moderne) avec son gouverneur à Tanger.
Moussa Ibn Noçaïr, un général yéménite, est nommé gouverneur de l'Ifriqiya et est chargé de mâter une nouvelle rébellion berbère et de convertir la population à l'islam. La rébellion est mâtée et la campagne d'islamisation s'avère être un succès, car de nombreux Berbères se convertissent à l'islam et sont même entrés dans son armée en tant que soldats et officiers, incluant probablement Tariq ibn Ziyad, le futur conquérant de la péninsule ibérique.
Moussa doit également faire face à la marine byzantine qui lutte toujours contre les envahisseurs musulmans. Il construit donc une marine qui parvient à conquérir les îles chrétiennes d'Ibiza, de Majorque et de Minorque.

### Fin de la conquête (709)
D'ici 709, toute l'Afrique du Nord est sous le contrôle du califat omeyyade. La seule exception possible est Ceuta. Edward Gibbon déclare : « Les rois d’Espagne possédaient alors, ainsi qu’à présent, la forteresse de Ceuta, l’une des colonnes d'Hercule, qui n’est séparée que par un détroit de peu de largeur de l’autre colonne, qui est la pointe de l’Europe, il restait encore aux Arabes à conquérir le petit canton de la Mauritanie ; mais Musa, qui dans l’orgueil de sa victoire avait attaqué Ceuta, fut repoussé par la vigilance et le courage du comte Julien, général des Goths ».
D'autres sources, cependant, soutiennent que Ceuta représente le dernier avant-poste byzantin en Afrique et que Julien, que les Arabes appellent Ilyan, est un exarque byzantin. Valdeavellano offre une autre possibilité : « Comme il semble plus probable, il [le comte julien] a peut-être été un Berbère qui était le seigneur et le maître de la tribu catholique des Ghomaras ».
En tout cas, étant un diplomate habile dans la politique wisigoth, berbère et arabe, Julien a bien pu se rendre à Moussa dans des termes qui lui ont permis de conserver son titre et son commandement.
À cette époque, la population de Ceuta comprend de nombreux réfugiés de la guerre civile wisigoth qui a éclaté en Hispanie pour la succession du roi Wittiza. Il s'agit notamment de la famille et des confédérés du défunt roi, des chrétiens ariens et des juifs fuyant les conversions forcées imposées par l'église nicéenne trinitaire wisigothique.
D'après Gibbon, Moussa reçoit un message inattendu de Julian, « qui offrait aux successeurs de Mahomet sa personne, son épée, la place qu’il commandait » au chef musulman en échange de soutien dans la guerre civile. Bien qu'« il avait de grands biens, des partisans audacieux et en grand nombre », il « avait beaucoup à craindre et peu à espérer du nouveau règne ». Ce dernier est trop faible pour défier directement Rodéric. Il cherche donc l'aide de Moussa.
Pour Moussa, Julien, « maître de l’Andalousie et de la Mauritanie, … tenait en ses mains les clefs de la monarchie d’Espagne ». Ainsi, Moussa ordonne des raids initiaux sur la côte sud de la péninsule ibérique en 710. Au début de la même année, Tariq ibn Ziyad - très probablement un berbère convertis à l'islam - prend Tanger. Moussa le fait alors gouverneur là-bas, soutenu par une armée de 6 700 hommes.
709 est la date de l'achèvement officiel de la conquête. En 711, les premiers contingents musulmans passent en Andalousie. Ils débarquent à Gibraltar.
Tariq ibn Ziyad envahit, peut être de sa propre initiative, la péninsule ibérique. Partant de Ceuta à bord des navires fournis par le comte Julien, il défait le roi wisigoth Rodéric lors de la bataille du Guadalete, et assiège ensuite la capitale wisigothique de Tolède. Lui et ses soldats prennent également Cordoue, Écija, Grenade, Malaga, Séville et d'autres villes.

## Raisons de la défaite
D'après l'historien Gabriel Camps, la conquête musulmane est facilitée par la faiblesse des Byzantins qui ont détruit le royaume vandale et reconquis une partie de l’Afrique en 533. Mais l’Afrique byzantine n’est plus l’Afrique romaine. Depuis deux siècles, ce territoire est en proie à de nombreux soulèvement berbères, et alors même que la conquête musulmane est commencée, une nouvelle querelle, née de l’initiative de l’empereur Constant II Héraclius, celle du Typos, déchire encore l’Afrique chrétienne. Bien que peu nombreux, les Arabes ne trouvent pas en face d’eux un État prêt à résister à une invasion, mais des opposants successifs : le patrice byzantin, puis des chefs berbères, principautés après royaumes, tribus après confédérations. Quant à la population citadine, de culture punico-berbère, elle reste enfermée dans les murs de ses villes. Bien que fort nombreuse, elle n’a ni la possibilité, ni la volonté de résister longtemps. La capitation imposée par les Arabes (un impôt nommé en arabe « kharaj »), n'est guère plus lourde que les exigences du fisc byzantin.
En même temps s’accroît la complexité sociologique, voire ethnique, du pays. Aux romano-berbères des villes et des campagnes, parfois très méridionales, et aux Berbères non-romanisés, se sont ajoutés les nomades « zénètes », les Laguatans et leurs émules, les débris du peuple vandale, le corps expéditionnaire et les administrateurs byzantins qui sont des Grecs. Cette société devient de plus en plus cloisonnée dans un pays où s’estompe la notion même de l’État. C’est donc dans une Afrique désorganisée, appauvrie et déchirée qu’apparaissent, au milieu du VIIe siècle, les conquérants musulmans.

## Christianisme berbère après la conquête musulmane
Le point de vue historique conventionnel est que la conquête musulmane du Maghreb a effectivement mis fin au christianisme dans la région pour plusieurs siècles. 
La vision dominante est que l'Église à cette époque ne possédait pas la fermeté d'une tradition monastique et souffrait encore des suites d'hérésies, y compris de l'hérésie dite donatiste, et cela a contribué à l'effacement précoce de l'Église au Maghreb. 
Certains historiens le contrastent avec la forte tradition monastique en Égypte copte, qui est crédité comme un facteur qui a permis à l'Église copte de rester la foi majoritaire dans ce pays jusqu'aux environs du XIVe siècle, malgré de nombreuses persécutions.
Cependant, une nouvelle étude est apparue qui conteste cette situation. Il y a des rapports selon lesquels le christianisme a persisté en Tripolitaine (actuelle Libye occidentale), et dans l'actuel Maroc pendant plusieurs siècles après la fin de la conquête musulmane en 709. Des communautés de chrétiens autochtones se sont maintenues dans le sud tunisien, sans bénéficier d’apports extérieurs venus raviver leur foi.
En 1076, il ne restait plus que deux évêques catholiques en Afrique, Cyriaque à Carthage et un autre à Hippone.
Une communauté chrétienne est enregistrée en 1114 à Qal'a dans le centre de l'Algérie. Il y a également des preuves de pèlerinages religieux après 850 dans des tombes de saints chrétiens en dehors de la ville de Carthage, et des signes de contacts religieux avec les chrétiens d'al-Andalus. En outre, les réformes calendaires adoptées en Europe à cette époque ont été diffusées parmi les chrétiens indigènes de Tunis, ce qui n'aurait pas été possible s'il n'y avait pas eu de contact avec Rome.
À partir du xie siècle, le christianisme local fait l'objet de pressions lorsque les régimes fondamentalistes berbères musulmans Almohades et Almoravides sont arrivés au pouvoir, et les textes montrent des persécutions, et des demandes qui ont poussé les chrétiens locaux de Tunis à se convertir à l'Islam. Certains auteurs attribuent même la disparition du christianisme maghrébin aux Almohades et leur fanatisme religieux. Il y a encore des rapports sur les habitants chrétiens et un évêque dans la ville de Kairouan vers 1150 - un rapport important, puisque cette ville a été fondée vers 670 par les arabo-musulmans en tant que centre administratif après leur conquête. Une lettre du XIVe siècle montre qu'il y avait toujours quatre évêchés en Afrique du Nord, certes une forte baisse, car il existait plus de quatre cents évêchés au moment de la conquête musulmane. Les chrétiens berbères ont continué de vivre à Tunis et à Nefzaoua dans le sud de la Tunisie jusqu'au début du XVe siècle, et « au premier quart du xve siècle, nous lisons même que les chrétiens indigènes de Tunis, quoique bien assimilés, ont étendu leur Église, peut-être parce que les derniers des chrétiens persécutés de tout le Maghreb s'étaient rassemblés ici ».
S'agissant du Maghreb central, il existe encore dans la deuxième moitié du XIe siècle, près de la porte occidentale de Tlemcen, quelques sanctuaires, où le culte chrétien continuait à être célébré, quatre siècles après la conquête musulmane ; par contre, déjà en ce XIe siècle, il n y avait plus dans la petite ville d'Alger, bâtie sur l'ancienne cité romaine d'Icosium, qu'une église en ruines et absolument désertée.
Au xixe siècle, lorsque les Français ont conquis l'Algérie et la Tunisie, le christianisme local est éteint. La croissance du christianisme dans la région après la conquête de la France est assurée par les colons européens ; toutefois, leurs descendants (dits pieds-noirs en Algérie) sont majoritairement partis lorsque ces pays sont devenus indépendants, en 1956 pour la Tunisie et en 1962 pour l'Algérie.

## Autonomisation territoriale
Au milieu du VIIIe siècle, les conquêtes qui se poursuivent au sein de la péninsule ibérique provoquent un double mouvement de décomposition et d'autonomisation des territoires les plus occidentaux du Maghreb. Les révoltes berbères qui se déroulent en Ifriqiya renforcent la scission et la perte de contrôle de l'empire. Le califat abbasside reprend le contrôle de Kairouan en 761 mais de s'étend pas au-delà car des principautés autonomes se sont créées sous la conduite de chefs kharijites sur la côte Atlantique, dans le sud du Maroc autour de Sijilmassa ainsi que dans le Maghreb central autour de Tlemcen. 
L'éloignement et l'autonomisation de ces différents émirats leur permet de tirer profit du développement du commerce transsaharien de l'or et des esclaves. Un mouvement d'implantation commerciale pousse vers le sud, développant les pistes sahariennes et s'établissant à Aoudaghost, Gao et Tadmekka. Une première migration venue d'Orient provoque la fondation de Fès en 808. D'autres migrations s'effectuent, renforçant la dissidence du Maghreb à l'égard de la domination des territoires orientaux. L'installation de nombreuses tribus arabes coïncide également avec l'émergence au milieu du XIe siècle de la dynastie Almoravide, fédérant les différents petits États et confirmant l'autonomie territoriale vis-à-vis des califats orientaux.